# Stazione di Sakura Shukugawa
La stazione di Sakura Shukugawa (さくら夙川駅?, Sakura Shukugawa-eki) è una stazione ferroviaria di Nishinomiya, nella prefettura di Hyōgo. Si trova sulla linea JR Kōbe, sezione della linea principale Tōkaidō, ed è servita solo dai treni locali.

## Linee
- JR West
  - ■ Linea JR Kōbe (Linea principale Tōkaidō)

## Caratteristiche
La stazione ha una banchina a isola servente due binari.
| 1 | ■ Linea JR Kōbe |  | per Sannomiya e Himeji       |
| 2 | ■ Linea JR Kōbe |  | per Amagasaki, Osaka e Kyoto |

## Stazioni adiacenti
| «                                        | Servizio      | »             |
| Linea JR Kōbe                            | Linea JR Kōbe | Linea JR Kōbe |
| ---------------------------------------- | ------------- | ------------- |
| Nishinomiya                              | Locale        | Ashiya        |
| I treni Rapidi e R. speciali non fermano |               |               |